# Hans Berggren (översättare)
Hans Peter Vilhelm Berggren, född 28 november 1946, är en svensk översättare från engelska och portugisiska. Bland hans översättningar noterar man ett antal självbiografier av populärkulturella storheter – Chuck Berry, Lenny Bruce, Miles Davis – men också en rad böcker av Roddy Doyle och Salman Rushdie, liksom av 1998 års nobelpristagare José Saramago.

## Översättningar (urval)
- Chuck Berry: Chuck Berry: självbiografin (Chuck Berry: the autobiography) (Alfabeta, 1988)
- Don DeLillo: Vågen (Libra) (översatt tillsammans med Einar Heckscher) (Wahlström & Widstrand, 1989)
- Lenny Bruce: Konsten att vara fräck så det fäster: en självbiografi (How to talk dirty and influence people) (Norstedt, 1989)
- Breyten Breytenbach: Kameleontens spår (Memory of snow and of dust) (Norstedt, 1990)
- John Updike: Brasilien : en roman om kärlek (Brazil) (Forum, 1995)
- Paul Beatty: Tuff (Tuff) (Wahlström & Widstrand, 2001)
- Benjamin Zephaniah: Gangsta rap (Gangsta rap) (Alfabeta, 2005)
- Wole Soyinka: Du måste ge dig av i gryningen: memoarer (You must set forth at dawn) (Wahlström & Widstrand, 2008)
- Dennis Lehane: Nattens dåd (Live by night) (Bonnier, 2013)
- Viet Thanh Nguyen: Sympatisören (The Sympathizer) (Tranan, 2018)
- Viet Thanh Nguyen: Flyktingar (The Refugees) (Tranan, 2019)

## Priser
- 2005 – Svenska Akademiens översättarpris